# Spužva Bob Skockani (franšiza)
Spužva Bob Skockani je filmska franšiza o doživljajima Spužve Boba Skockanog u Bikini Dolini.

## Popis filmova
1. Spužva Bob Skockani (2004.)
2. Spužva Bob Skockani: Spužva na suhom
3. Spužva Bob Skockani: Spužva u bijegu